# 浅見源司郎
浅見 源司郎（あさみ げんしろう、1937年12月23日 - 2024年6月）は、日本テレビ放送網、アール・エフ・ラジオ日本（RFラジオ日本）アナウンサー。東京プロ野球記者OBクラブ会員。東京都出身。都立西高等学校を経て、早稲田大学法学部卒業。

## 来歴・人物
1962年（昭和37年）に早大を卒業し、日本テレビへ入社。日本テレビ時代には主としてプロ野球の読売ジャイアンツ（巨人）戦を中心としたスポーツ放送を担当。プロ野球では、1977年9月3日の巨人対ヤクルトスワローズ戦で、王貞治選手（巨人）が放った通算756号本塁打（当時世界新記録）の実況を担当した（但し、生放送できず）。この他にも実況した名シーンは数多く、以下に挙げる試合にも立ち会っている。
公式戦
- 1971年5月20日の巨人対ヤクルト戦（福井県営球場）での広野功の代打逆転サヨナラ満塁ホームラン（相手は会田照夫）[注 7]。
- 1975年10月15日の巨人対広島東洋カープ戦（広島がセ・リーグ初優勝を決めた試合。対戦相手の巨人はこの年、球団史上初のリーグ最下位に終わる。この試合の最後の打者は柴田勲で結果はレフト・水谷実雄へのフライ。胴上げ投手は金城基泰）[注 8][注 9]。
- 1976年6月10日の巨人対阪神戦で張本勲が通算2500本安打達成（相手は上田卓三）[8]。
- 1981年4月5日の巨人対中日戦での原辰徳のプロ入り初本塁打（相手は小松辰雄）。
- 1983年10月22日の巨人対大洋戦での堀内恒夫の引退試合（自らの現役最終打席で、金沢次男投手より本塁打[9]を放ち花を添える。試合も巨人が勝利した）。
- 1984年5月5日の巨人対広島戦での山本浩二の通算2000本安打達成（相手は槙原寛己）。
- 1985年4月13日の巨人対大洋戦で、自身唯一となる巨人のシーズン開幕戦（開催が後楽園球場の場合のみ）の実況を担当した[要検証 – ノート][注 10]。
- 1987年6月11日の巨人対中日戦（熊本・藤崎台球場）での宮下昌己がウォーレン・クロマティに与えたデッドボールをきっかけに起きた乱闘シーン。

日本シリーズ
- 1971年の日本シリーズ巨人対阪急第4戦（足立光宏から末次利光が満塁弾を放ちV7に王手をかけた試合）。
- 1981年の日本シリーズ巨人対日本ハム第5戦（西本聖が13安打を打たれながらも完封勝利。この試合でV9（1973年の9連覇）以来の日本一へ王手をかけた）。
- 1983年の日本シリーズ巨人対西武第3戦（9回裏2死からの4連打（篠塚利夫、原、レジー・スミス、中畑清）で逆転サヨナラ勝ち)。
- 1987年の日本シリーズの巨人対西武第5戦（後楽園球場最後のシリーズ）。

プロ野球以外にも、テニスのジミー・コナーズ対ビョルン・ボルグ戦、NCAAアメリカンフットボール公式戦『ミラージュボウル』（三菱自動車がスポンサーの大会）の実況も担当した。スポーツ以外では、あさま山荘事件の中継実況を担当した。
のちにチーフアナウンサー、アナウンス部次長、アナウンス部長、ネットワーク局管理部長を歴任。
1993年（平成5年）にRFラジオ日本へ出向し、放送実施局付役員待遇・制作局長へ就任。局長職の傍ら、早朝番組のキャスターを担当した。1996年より取締役スポーツ部長を務めた。
2011年に東京プロ野球記者OBクラブへ入会。
死因・没日等詳細は不明であるが、2024年6月に死去していたことが堀内恒夫のブログで明かされた。

## 出演番組
- 各種スポーツ中継（日本テレビ）[注 15]
  - プロ野球中継
  - アメリカンフットボール中継
  - テニス中継
    - 「サントリーカップ・テニス」[注 16]
- 『浅見源司郎の元気な大人の朝ワイド』（RFラジオ日本）[注 17]